# Siccia vnigra
Siccia vnigra är en fjärilsart som beskrevs av George Francis Hampson 1900. Siccia vnigra ingår i släktet Siccia och familjen björnspinnare. Inga underarter finns listade i Catalogue of Life.